# 2015-ös magyar asztalitenisz-bajnokság
A 2015-ös magyar asztalitenisz-bajnokság a kilencvennyolcadik magyar bajnokság volt. A bajnokságot február 27. és március 1. között rendezték meg Budapesten, az Ormai László Csarnokban.

## Eredmények
| Versenyszám  | Arany                                                             | Arany | Ezüst                                                               | Ezüst | Bronz | Bronz |
| ------------ | ----------------------------------------------------------------- | ----- | ------------------------------------------------------------------- | ----- | --- | ----- |
| Férfi egyéni | Fazekas Péter Celldömölki VSE                                     |       | Jakab János TTC Stockerau                                           |       | Kosiba Dániel Celldömölki VSEPattantyús Ádám TT St. Louis                                                               |       |
| Női egyéni   | Póta Georgina TTC Berlin Eastside                                 |       | Madarász Dóra SVNÖ Ströck                                           |       | Nagyváradi Mercédesz Postás SEBraun Éva Postás SE                                                                       |       |
| Férfi páros  | Fazekas Péter, Kosiba Dániel Celldömölki VSE                      |       | Ecseki Nándor, Szudi Ádám Celldömölki VSE, TTC Bietigheim-Bissingen |       | Kriston Dániel, Varga Sándor Szerva ASE Szécsény, Pénzügyőr SEJakab János, Molnár Krisztián TTC Stockerau               |       |
| Női páros    | Pergel Szandra, Madarász Dóra Budaörsi SC, SVNÖ Ströck            |       | Ambrus Krisztina, Nagyváradi Mercédesz Postás SE                    |       | Fehér Zsófia, Orosz Sára ASE Orosháza, Turris SE SopronHaraszti Nóra, Gajdos Borbála SST Dunajská Streda , Pénzügyőr SE |       |
| Vegyes páros | Szudi Ádám, Pergel Szandra TTC Bietigheim-Bissingen , Budaörsi SC |       | Fazekas Péter, Varga Tímea Celldömölki VSE, Postás SE               |       | Lakatos Tamás, Madarász Dóra 1. FC Saarbrücken , SVNÖ Ströck Ecseki Nándor, Tóth Kata Celldömölki VSE, Szekszárd AC     |       |